# Selce (Poltár)
Selce (in ungherese Telep) è un comune della Slovacchia facente parte del distretto di Poltár, nella regione di Banská Bystrica.